# Руда (Білоцерківський район)
Руда́ — село в Україні, у Сквирській міській громаді Білоцерківського району Київської області. Населення становить 1636 осіб. В селі до революції(якої?) існувала православна церква св. Миколая.
До 1990 року було об'єднане із селом Шамраївка. 1990 року відновлене як окремий населений пункт.

## Населення

### Мова
Розподіл населення за рідною мовою за даними перепису 2001 року:
| Мова       | Кількість | Відсоток |
| ---------- | --------- | -------- |
| українська | 1570      | 95.97%   |
| російська  | 56        | 3.42%    |
| румунська  | 6         | 0.37%    |
| білоруська | 4         | 0.24%    |
| Усього     | 1636      | 100%     |

## Пам'ятки
- Шамраївський цукровий завод.[3][4]

- Костел Св. Антонія Падуанського (1910-ті рр., пам'ятка архітектури).

## Відомі люди
- Заянчковський Іван Пилипович — біолог-зоолог, ветеринарний лікар, письменник-натураліст, почесний академік АН Республіки Башкортостан, доктор ветеринарних наук, професор, заслужений діяч науки РРФСР і Башкирської АРСР.
- Лучинський Іван Володимирович (1975—2014) — сержант Збройних сил України, учасник російсько-української війни.
- Оппоков Євгеній Володимирович — український гідрограф.